# 教会ラテン語
教会ラテン語（きょうかいラテンご、羅: Latina Ecclesiastica）は、カトリック教会で典礼言語およびバチカン公用語として用いられるラテン語である。